# José Antonio Kast
José Antonio Kast Rist (Santiago del Cile, 18 gennaio 1966) è un politico cileno.
Membro della Camera dei Deputati rappresentando il Distretto di Peñalolén e La Reina dal 2002 al 2018, ha fatto parte dell'Unione Democratica Indipendente (UDI) fino al 2016. In seguito si è candidato alle elezioni presidenziali cilene nel 2017 come indipendente . Dal 2018 è il leader del movimento Acción Republicana e nel 2019 ha creato il Partito Repubblicano. Nel 2021 si è nuovamente candidato alle elezioni presidenziali.

## Biografia

### Famiglia
José Antonio Kast proviene da una famiglia tedesca emigrata in Cile dopo la seconda guerra mondiale. Suo padre Michael Kast fu membro del Partito Nazista e servì come ufficiale nella Wehrmacht durante quel conflitto. È il più giovane di nove figli; suo fratello, Miguel Kast, economista dei Chicago boys, è stato ministro del lavoro dal 1980 al 1982 e direttore della Banca Centrale del Cile per alcuni mesi durante la dittatura militare di Augusto Pinochet, e morto prematuramente nel 1983.

### Attività professionale
Dopo aver studiato legge alla Pontificia Università Cattolica del Cile, ha fondato uno studio legale nel 1991, dal quale si è ritirato nel 2002. Negli anni 1990 è stato anche direttore di una società immobiliare di proprietà della sua famiglia.
Nel 2019, Kast è stato accusato di aver trasferito denaro a diverse società a Panama, un paradiso fiscale, senza dichiararle. Riconosce l'esistenza di queste società, ma nega di esserne il proprietario, affermando che le società appartengono a suo fratello Christian.
È un multimilionario in dollari.

## Carriera politica

### Nell'UDI
Fu eletto nel 1996 Concejal (consigliere comunale) nel comune di Buin e lo restò fino al 2000. 
Nel 2002 fu eletto deputato all'Assemblea nazionale con l'Unione Democratica Indipendente e sempre riconfermato fino alle elezioni del  2014. 
Candidato nel 2010 alla presidenza dell'UDI, ottenne il 33% dei consensi in consiglio nazionale. Nel 2011 divenne capogruppo del suo partito alla Camera del Congresso. 
Ha assunto la carica di Segretario Generale dell'UDI il 30 marzo 2012, restandolo per un biennio.
È rimasto parlamentare fino al 2018.

### Elezioni presidenziali 2017
Ha lasciato l'UDI nel 2016 per candidarsi alle elezioni presidenziali del 2017 come indipendente. Ha difeso posizioni conservatrici sulle questioni sociali e neoliberali su quelle economiche. È arrivato quarto al primo turno con il 7,9% dei voti espressi, ottenendo i suoi migliori risultati tra i militari e le classi sociali superiori. Dopo il primo turno, ha dato il suo sostegno al candidato di Chile Vamos, Sebastián Piñera, partecipando alla sua campagna in vista del ballottaggio, poi vincitore.

### Nel P.R. e le presidenziali 2021
Nel 2018 ha fondato il movimento Acción Republicana, che nel giugno 2019 trasformò nel Partito Repubblicano. 
Come candidato alle elezioni presidenziali del 2021, ha sfondato nei sondaggi poche settimane prima del primo turno, beneficiando della cattiva campagna del candidato della destra liberale Sebastián Sichel, indebolito dai casi di corruzione che colpiscono la sua coalizione e dall'impopolarità del presidente Sebastián Piñera, e dalla radicalizzazione di parte dell'elettorato di destra in reazione al movimento di protesta sociale del 2019-2020 e all'afflusso di migranti dalla Colombia, Haiti e Venezuela. Cercando di raccogliere consensi oltre l'estrema destra, ha usato un discorso meno radicale che nel 2017, in particolare smettendo di presentarsi come l'erede del generale Pinochet.
Con la coalizione Frente Social Cristiano, al primo turno delle presidenziali del novembre 2021 si è classificato al primo posto con il 27,91% dei voti, andando al ballottaggio.
Ha ottenuto il sostegno alla sua candidatura degli altri partiti di destra e del centro destra: Unión Demócrata Independiente, Evolución Política, Renovación Nacional e Partido de la Gente. È stato sconfitto dal secondo classificato, il candidato della sinistra Gabriel Boric, eletto presidente.
Alle Elezioni del Consiglio costituzionale cileno del 2023 il suo partito ha raggiunto la maggioranza relativa, con 23 seggi su 50.

## Posizioni politiche
José Antonio Kast ha fatto della lotta alla criminalità e all'immigrazione illegale due dei punti forti del suo programma. Propone di autorizzare i civili a portare armi e il diritto di sparare ai ladri. È favorevole all'amnistia per i militari condannati per torture o omicidi commessi durante la dittatura.
Si oppone all'aborto in tutte le circostanze, impegnandosi a revocare la legge del governo di Michelle Bachelet che autorizza l'aborto nei casi di stupro o di pericolo per la vita della madre. Sta portando la legge alla Corte costituzionale per farla annullare. Ha proposto di reintrodurre le lezioni di religione nelle scuole, sostenendo che "i cileni hanno bisogno di Dio e lo stato dovrebbe promuovere la religione nelle scuole".
In politica estera, vuole chiudere la frontiera con la Bolivia, credendo che questa misura aiuterebbe a combattere più efficacemente il traffico di droga.
Sulle questioni economiche, propone di ridurre la spesa pubblica, tagliare le tasse, dare la massima libertà ai mercati finanziari e posticipare l'età pensionabile. Citando come modello l'economista americano Milton Friedman, che ha ispirato i Chicago Boys in Cile, ritiene che la riduzione delle disuguaglianze sociali non dovrebbe essere una priorità, poiché "una società che favorisce l'uguaglianza sulla libertà non avrà nessuna delle due".

## Vita privata
Kast è sposato con  María Pía Adriasola e ha nove figli. Suo nipote Felipe, figlio di Miguel, è stato ministro nel primo governo di Sebastián Piñera.